# Bitstream Vera
Bitstream Vera （ビットストリーム ヴェラ）は自由なライセンスに基づく書体である。ビットストリーム社のJim Lylesによってデザインされた。TrueType形式で配布されているが、LaTeXユーザー向けにPostScript Type 1フォントに変換したものがBeraの名称で配布されている。
Veraはセリフ、サンセリフ、モノスペースで構成されている。以下に示す：

Veraは約物やいくつかのダイアクリティカルマークを含むラテン文字をカバーするにとどまるが、ライセンスがいくつかの制約付きで二次的著作物の作成と頒布を許容しており、DejaVuフォントプロジェクトが字体とスタイルをさらに加えて拡張している。
ある調査によると、GNU/Linuxにおいては80%以上のインストールベースがあるため、DejaVuフォントはデフォルトのサンセリフフォントの役割を得ている。しかしながらWindowsおよびMacintoshではDejaVuは事実上無名の存在である。それに対して、Bitstream Veraはそれぞれ25%と20%、そしてUNIXでは79%のインストールベースがある。
Bitstream Veraフォントはまた、FontOOoウィザードでのダウンロードによってOpenOffice.orgユーザーも利用可能である。